# متحف مالطا للسيارات الكلاسيكية
متحف مالطا للسيارات الكلاسيكية (Malta Classic Car Museum) هو متحف مختص للسيارات الكلاسيكية في جزيرة مالطا .[بحاجة لمصدر]  كانت فكرة مجموعة السيارات الكلاسيكية من أفكار رئيس البنزين المهووس بالسيد كارول جاليا، وهو من عشاق السيارات المتحمسين والمعترف بهم. بدأ أولاً في تخصيص وبناء سياراته الخاصة لسباقات تسلق التلال المحلية ومنتجات الأجزاء المحتملة، لكن هوايته تطورت إلى شغف كامل بالسيارات الكلاسيكية.

## المحتويات
يحتوي المتحف على مجموعة كبيرة ومتنوعة من السيارات، بدءًا من Jaguar E Type إلى طراز Fiat 500F لعام 1972. لقد تم ترميمها جميعًا بعناية والحفاظ عليها بمحبة.